# Villefranche-le-Château
Villefranche-le-Château é uma comuna francesa na região administrativa de Auvérnia-Ródano-Alpes, no departamento de Drôme. Estende-se por uma área de 7,42 km². Em 2010 a comuna tinha 19 habitantes (densidade: 2,6 hab./km²).